# Costa de la Princesa Marta
La costa de la Princesa Marta (en noruego: Kronprinsesse Märtha Kyst) es la porción de la costa de la Tierra de la Reina Maud en la Antártida, ubicada entre el término del glaciar Stancomb-Wills (75°18′S 19°00′O / -75.300, -19.000) en el mar de Weddell y el meridiano 5° Este. Al oeste limita con la costa Caird de la Tierra de Coats y al este con la costa de la Princesa Astrid.
En 1973 el Ministerio de Industria de Noruega, que reclama su soberanía sobre ella, dispuso denominar costa de la Princesa Marta a un sector menos extenso, que abarca desde el límite oeste de su reclamación a los 20° Oeste, hasta la lengua de hielo Troll (69°30′S 00°30′O / -69.500, -0.500). La reclamación noruega está restringida por los términos del Tratado Antártico.

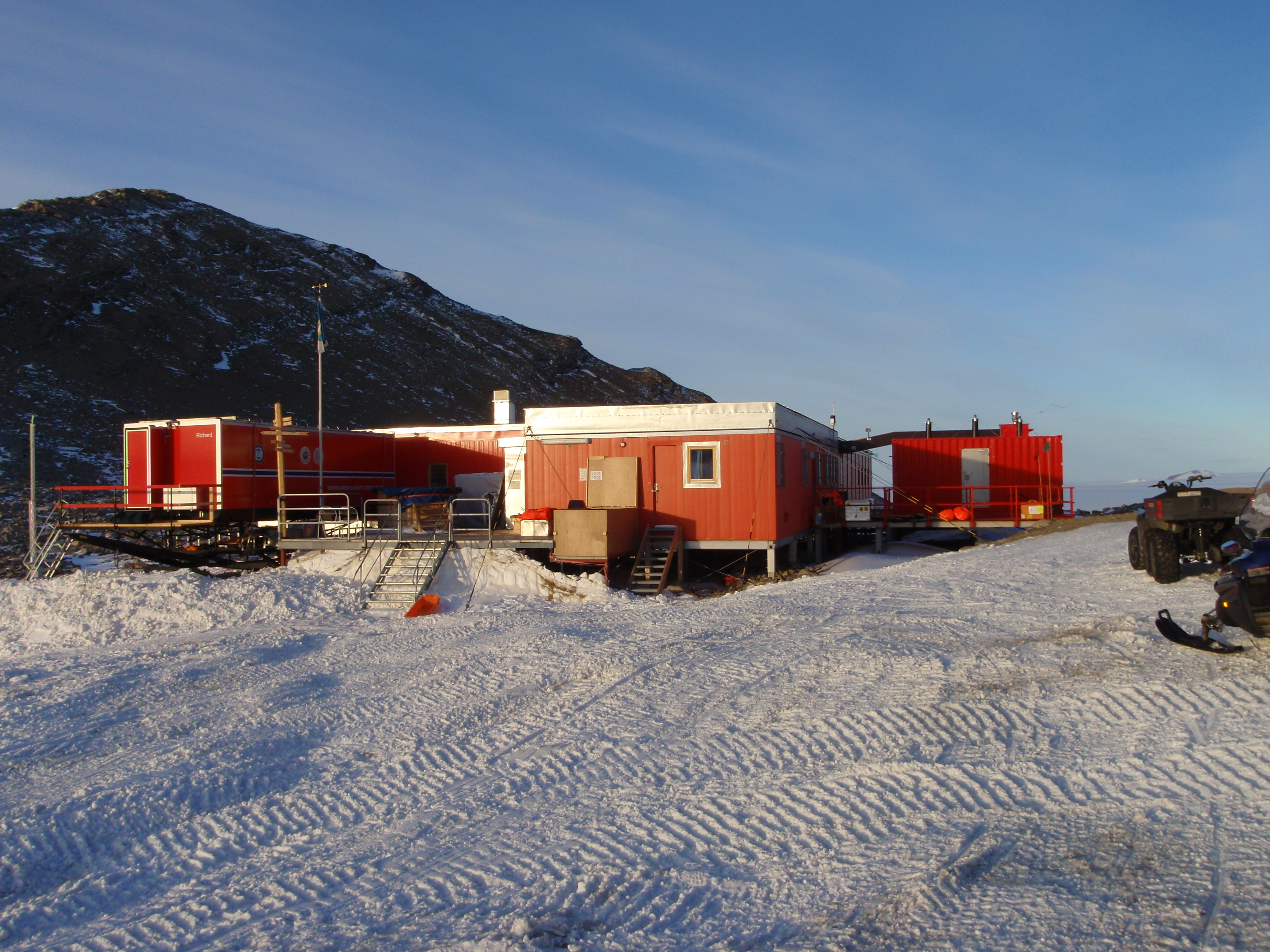
Estación Troll de Noruega en la costa de la Princesa Marta.

El litoral entero está rodeado de mesetas de hielo con acantilados de entre 20 a 35 m altura. En la costa se halla la barrera de hielo Ekstrom y en su extremo oeste se encuentra la isla Bakewell. 
El mar que baña las costas de su reclamación en la Tierra de la Reina Maud es llamado por Noruega mar del Rey Haakon VII, pero para la comunidad internacional el mar del Rey Haakon VII solo se extiende entre el cabo Norvegia (límite con el mar de Weddell) y el meridiano de Greenwich (límite con el mar de Lázarev).

## Historia
En 1820 esta costa fue avistada por Fabian von Bellingshausen y por Mijaíl Lázarev, siendo la primera porción descubierta del área continental de la Antártida. 
Fue nombrada por el capitán Hjalmar Riiser-Larsen en honor de la princesa Marta (1901-1954), esposa del rey Olaf V de Noruega. El nombre fue originalmente utilizado por Riiser-Larsen para designar la sección costera en las proximidades del cabo Norvegia (71°20′S 12°18′O / -71.333, -12.300), el cual descubrió y cartografió desde el aire durante febrero de 1930. Este cabo es una prominencia que marca la extremidad noreste de la barrera de hielo Riiser-Larsen. El sector al este del meridiano 12° Oeste formó parte de Nueva Suabia, territorio explorado y nombrado por Alemania en 1938-1939.

## Estaciones científicas
En este territorio se asientan tres bases permanentes: la Neumayer III de Alemania, la SANAE IV de Sudáfrica y la Troll de Noruega. Las bases no permanentes son: Aboa de Finlandia, Wasa de Suecia y la Kohnen de Alemania. Esta última y la base Troll se hallan al este del meridiano 0° 30' Oeste, fuera del territorio denominado por Noruega como costa de la Princesa Marta.